# Sphecodes politulus
Sphecodes politulus är en biart som beskrevs av Cockerell 1937. Sphecodes politulus ingår i släktet blodbin, och familjen vägbin. Inga underarter finns listade i Catalogue of Life.